# Maximilian Janke
Maximilian Janke (* 28. Februar 1993 in Pfaffenhofen) ist ein ehemaliger deutscher Handballspieler, der für die deutsche Nationalmannschaft spielte.

## Karriere

### Verein
In der Jugend spielte Janke für den TSV Dorfmark und den MTV Soltau. 2008 wechselte er zum SC Magdeburg. Ab 2010 gehörte er zum Kader der zweiten Mannschaft, mit der er seit der Saison 2011/12 in der 3. Liga auflief. In der Saison 2013/14 gehörte der 1,96 Meter große Rückraumspieler zeitweise dem Bundesligakader des SCM an, für den er am 9. Oktober 2013 beim Heimsieg über den Rekordmeister THW Kiel zwei Tore erzielte. Im Januar 2015 wechselte er zum damaligen Zweitligisten SC DHfK Leipzig, bei dem er einen Vertrag bis 2017 unterschrieb, den er später um weitere zwei Jahre bis 2019 verlängerte. In der Saison 17/18 verlängerte er seinen Vertrag vorzeitig bis 2021. Er wechselte Anfang Februar 2021 zu GWD Minden. Er absolvierte insgesamt 137 Spiele für die Leipziger und erzielte 243 Tore.
Janke stand in der Saison 2023/24 beim HC Elbflorenz unter Vertrag. Im April 2024 musste er aus gesundheitlichen Gründen seine Karriere beenden.

### Nationalmannschaft
Zur Handball-EM 2018 wurde er von Bundestrainer Christian Prokop in den 28-Kader berufen. Zunächst schaffte er es nicht in den 20-Kader, der die Vorbereitung bestreitet, wurde aber aufgrund der Verletzung seines Mannschaftskameraden Niclas Pieczkowski vom Bundestrainer zum Lehrgang eingeladen. Am 5. Januar 2018 debütierte er beim 36:29-Testspiel-Sieg gegen Island. Sein erstes Tor für die Nationalmannschaft erzielte er im zweiten Länderspiel, einem Testspiel gegen Island. Am 7. Januar wurde er in den endgültigen 16er-Kader berufen und nimmt damit an der EM 2018 teil. Am 20. Januar gab der Bundestrainer bekannt, dass er Rune Dahmke anstelle von Maximilian Janke für den weiteren Verlauf der Handball-EM 2018 nachnominieren wird. Zum Hauptrundenspiel gegen Spanien wurde er wieder in den 16-Kader aufgenommen, da sich Paul Drux einen Meniskusriss zuzog. Er absolvierte sieben Spiele, in denen er ein Tor erzielte.